# César Hernández Soto
César Hernández Soto (Madrid, 1933) és un metge i polític madrileny establit a Eivissa, diputat al Parlament de les Illes Balears en la II Legislatura.
Es llicencià en medicina i cirurgia a la Universitat Complutense de Madrid i va estar tres anys fent un postgrau al Servei Nacional de Salut de la Gran Bretanya. Va treballar com a cirurgià intern a l'Hospital de la Princesa de Madrid fins que en 1975 va obtenir per oposició la plaça de cirurgià a l'Hospital d'Eivissa. També ha treballat com a metge per a Iberia.
De 1983 a 1985 fou director de l'Hospital d'Eivissa. Membre del PSOE, el 2 d'octubre va subsstiir Enric Ribas Marí, elegit diputat a les eleccions al Parlament de les Illes Balears de 1983. Fou elegit diputat per Eivissa a les eleccions al Parlament de les Illes Balears de 1987, però va renunciar el 20 d'abril de 1988 i fou substituït per Neus Bonet Ribas. Va continuar com a cirurgià a l'Hospital de Can Misses fins quan es jubilà en 1998 i marxà d'Eivissa.